# Lédas-et-Penthiès
Lédas-et-Penthiès è un comune francese di 165 abitanti situato nel dipartimento del Tarn nella regione dell'Occitania.

## Società

### Evoluzione demografica
Abitanti censiti